# Vosketap
Vosketap là một đô thị thuộc tỉnh Ararat, Armenia. Dân số ước tính năm 2011 là 5372 người.